# 波赫丹尼夫卡 (貝雷濟夫卡區)
47°24′46″N 30°33′20″E / 47.41278°N 30.55556°E
波赫丹尼夫卡（烏克蘭語：Богданівка）是位於烏克蘭西南部的村莊，由敖德萨州贝雷济夫卡区的安德里耶沃-伊萬尼夫卡市鎮負責管轄。該村始建於1891年，面積0.56平方公里，海拔高度28米，2001年人口288，人口密度每平方公里514.29人。